# Firmisanschneide
La Firmisanschneide est une montagne qui s’élève à 3 490 m d’altitude dans les Alpes de l'Ötztal, en Autriche.